# Obsor

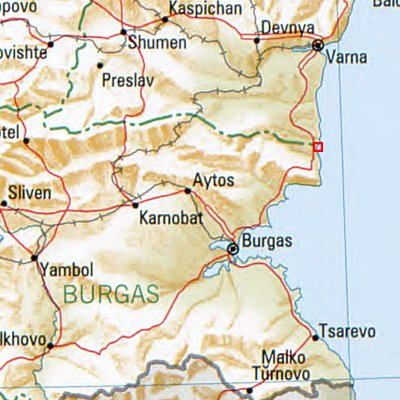
Obsor (rotes Viereck) – Bulgarien – Nachbarorte: Warna, Burgas

Obsor [obˈzɔr] (bulgarisch Обзор) ist eine Stadt in Südostbulgarien, am Schwarzen Meer, in der Oblast Burgas, in der Gemeinde Nessebar, in der Nähe der Stadt Bjala.

## Name
Das bulgarische Wort „Obsor“ bedeutet: Rundblick oder Überblick, da die Stadt an den östlichsten Hängen des Balkangebirges liegt, die hier sanft bis zur Küste abfallen, und man von den Bergen am Stadtrand einen weiten Panoramablick auf die gesamte Gegend sowie das Meer hat.

## Geschichte
Bereits vor mehr als 3000 Jahren siedelten hier die Thraker, welche dem Ort den Namen Navlahos gaben. Zirka 1000 v. Chr. gründeten an gleicher Stelle die Griechen die Stadt Heliopolis (dt. Stadt der Sonne; → Griechische Kolonisation).
Später gaben die Römer Obsor den Namen Templum Iovis (Jupiters Tempel) nach dem von ihnen in der Stadt errichteten Jupiter-Tempel. Durch Templum Iovis verlief die Schwarzmeerküstenstraße, die unter den Römer unter Via Pontica bekannt wurde.
Im Mittelalter befand sich oberhalb von Obsor die bulgarische Festung Kozjak.
Nach der Eroberung Bulgariens durch die Türken erhielt der Ort zunächst den türkischen Namen Gjoslu (das Schöne) und seit dem 16. Jahrhundert Gjoseken, was auf Türkisch dieselbe Bedeutung hat wie das bulgarische Wort Obsor.
Erst 1936 wurde der Ort offiziell in Obsor umbenannt, indem der türkische Name des Ortes ins bulgarische übersetzt wurde.
Jahrhundertelang war Obsor nur ein kleines Fischerdörfchen. In den 20er Jahren des 20. Jahrhunderts setzte hier – in einem der ersten Orte an der bulgarischen Schwarzmeerküste – der Tourismus ein. Sichtbar an den schön gestalteten Ferien-Villen aus den 1920er und 1930er Jahren in der Uliza Tschernomorska (deutsch: Schwarzmeerstraße), welche unmittelbar hinter dem Strand am Meeresufer verläuft. Die meisten dieser historischen Ferienhäuser mit unmittelbarem Meeresblick bedürfen dringend einer Sanierung.
Die Stadt ist seit 2010 Namensgeber für den Obzor Hill, einen Hügel im Grahamland in der Antarktis.

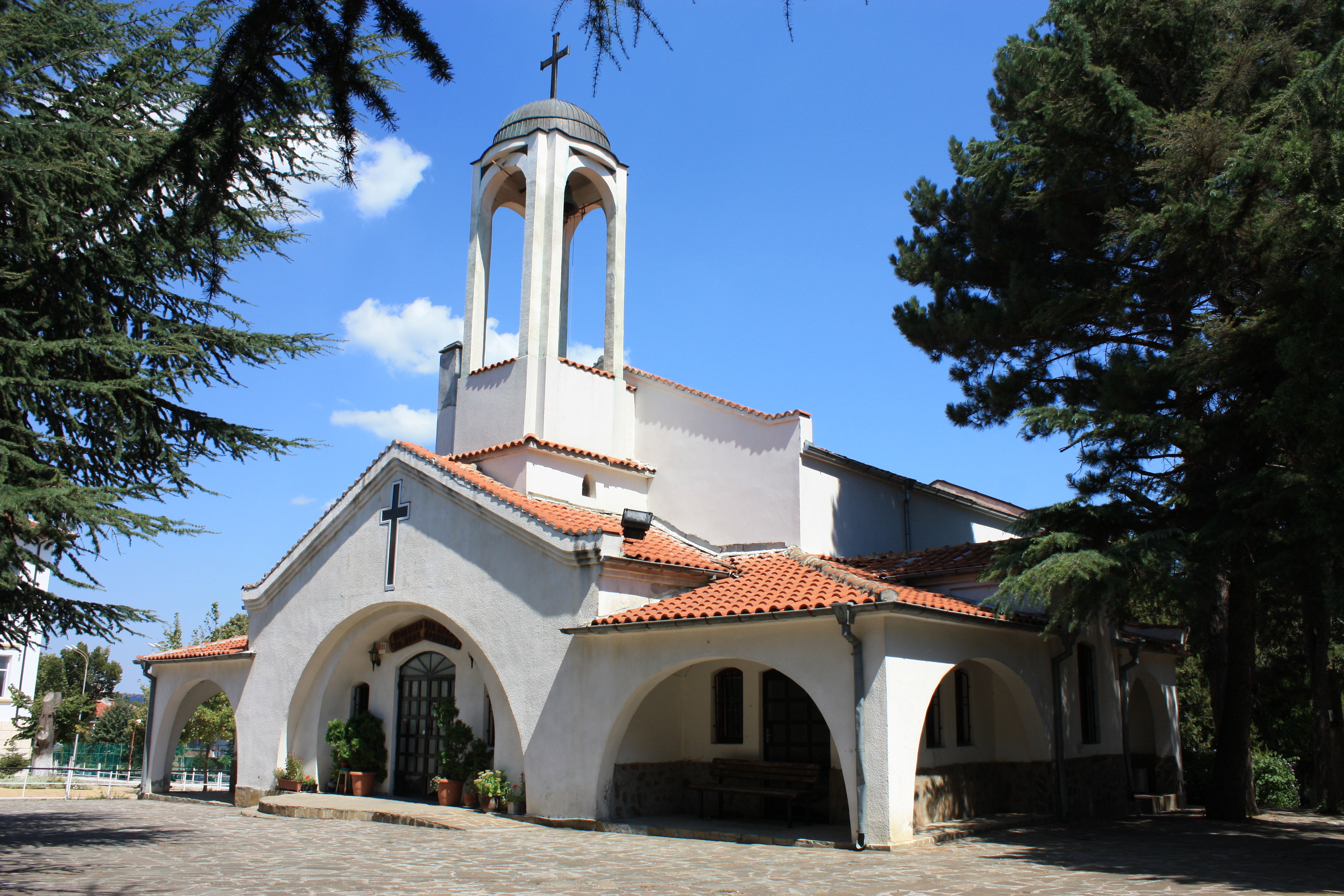
Kirche Johannes der Täufer von 1904

## Städtepartnerschaften
Die Stadt Obsor unterhält folgende Städtepartnerschaften:
- Dębica, Polen[1]
- Swetlahorsk, Belarus[2]
- Mödling, Österreich[3]

## Kurort
Im Jahre 1984 erhielt Obsor das Stadtrecht.
Inzwischen ist Obsor zu einem attraktiven Kurort und touristischen Zentrum geworden, dessen Besonderheit in der Mischung von Gebirgsluft und Meeresluft besteht. Daher werden dem Ort auch klimatische Heilwirkungen zugeschrieben.
Obsor hat einen acht Kilometer langen Strand, der einer der längsten Strände in Bulgarien ist.

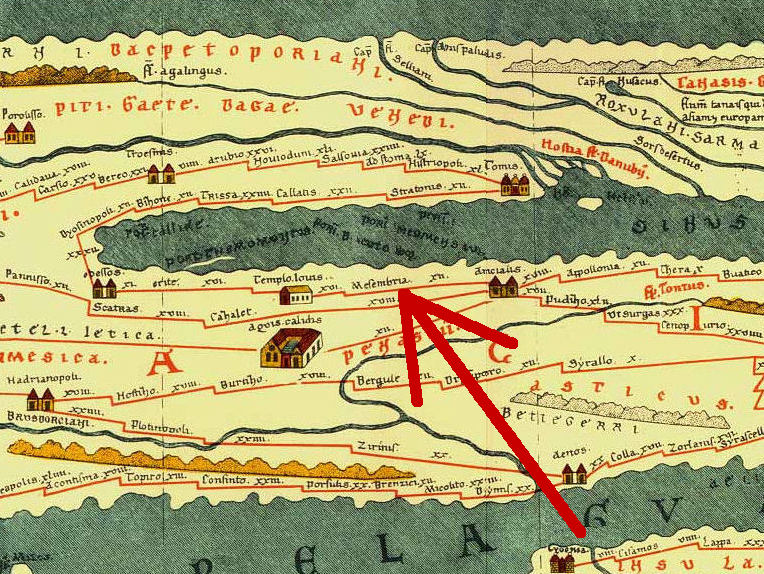
Templum Iovis auf der Tabula Peutingeriana (links neben der roten Pfeilspitze)
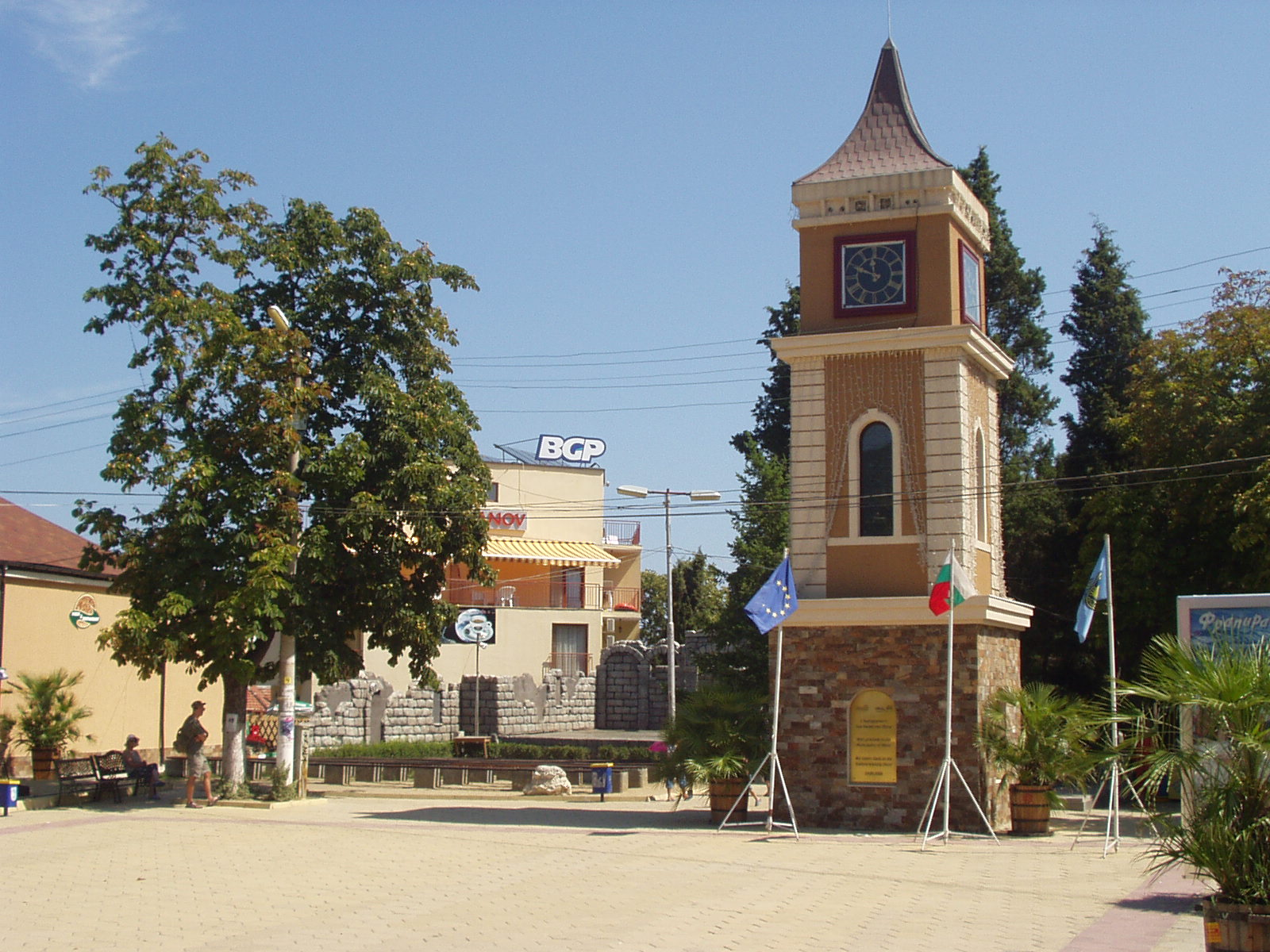
Zentraler Platz mit dem Uhrturm
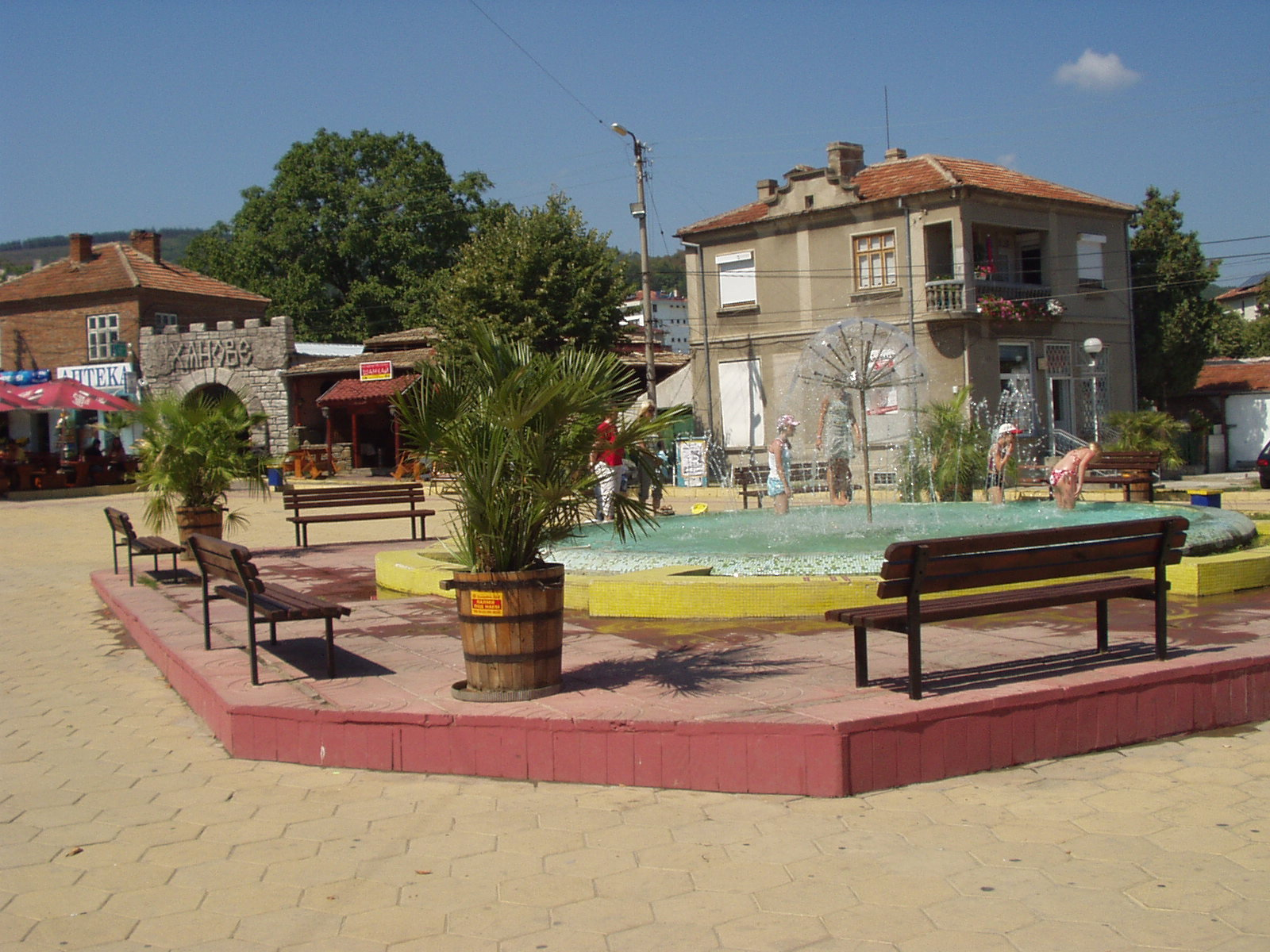
Zentraler Platz mit Blick auf den Springbrunnen
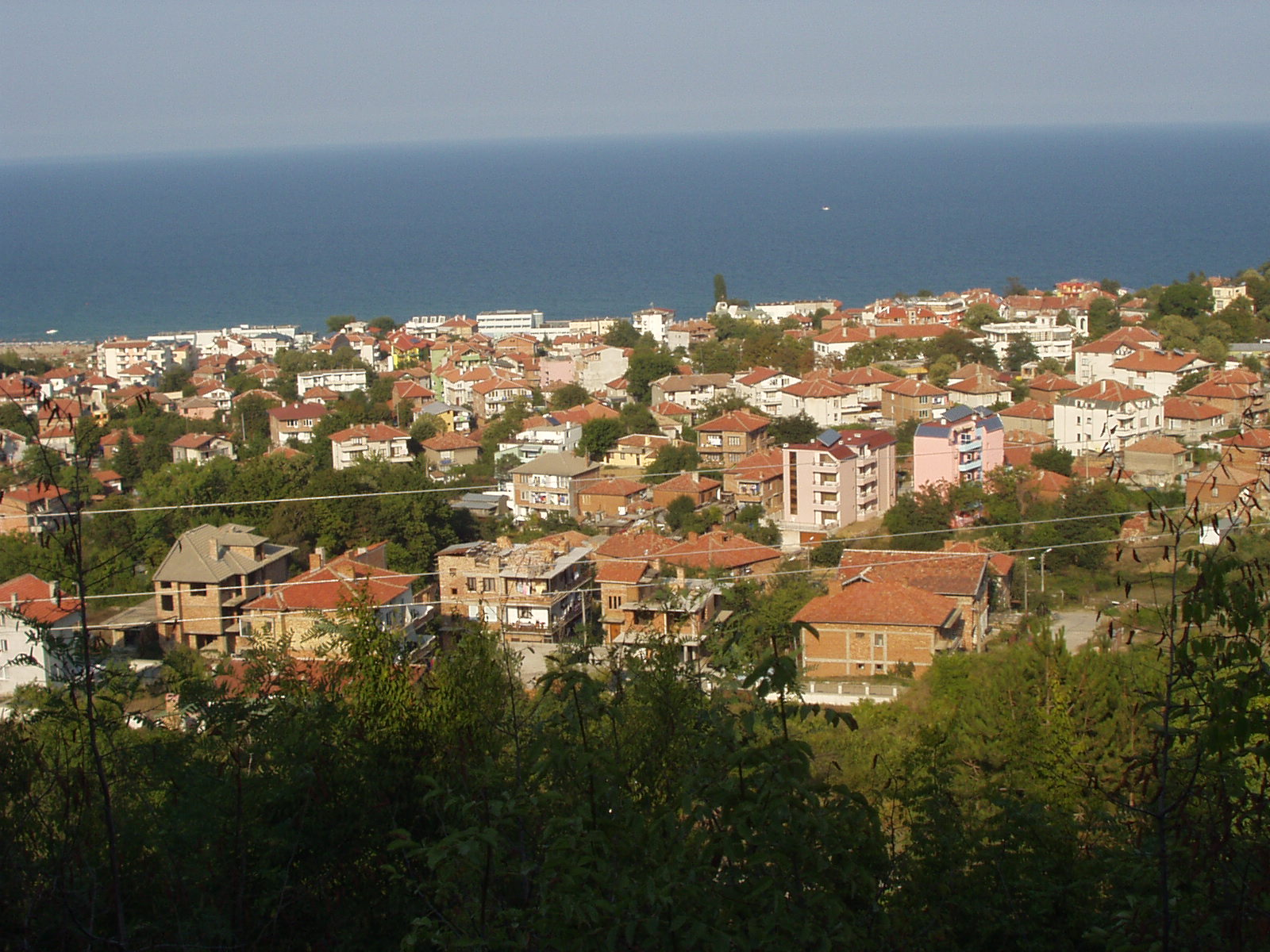
Blick von den Bergen
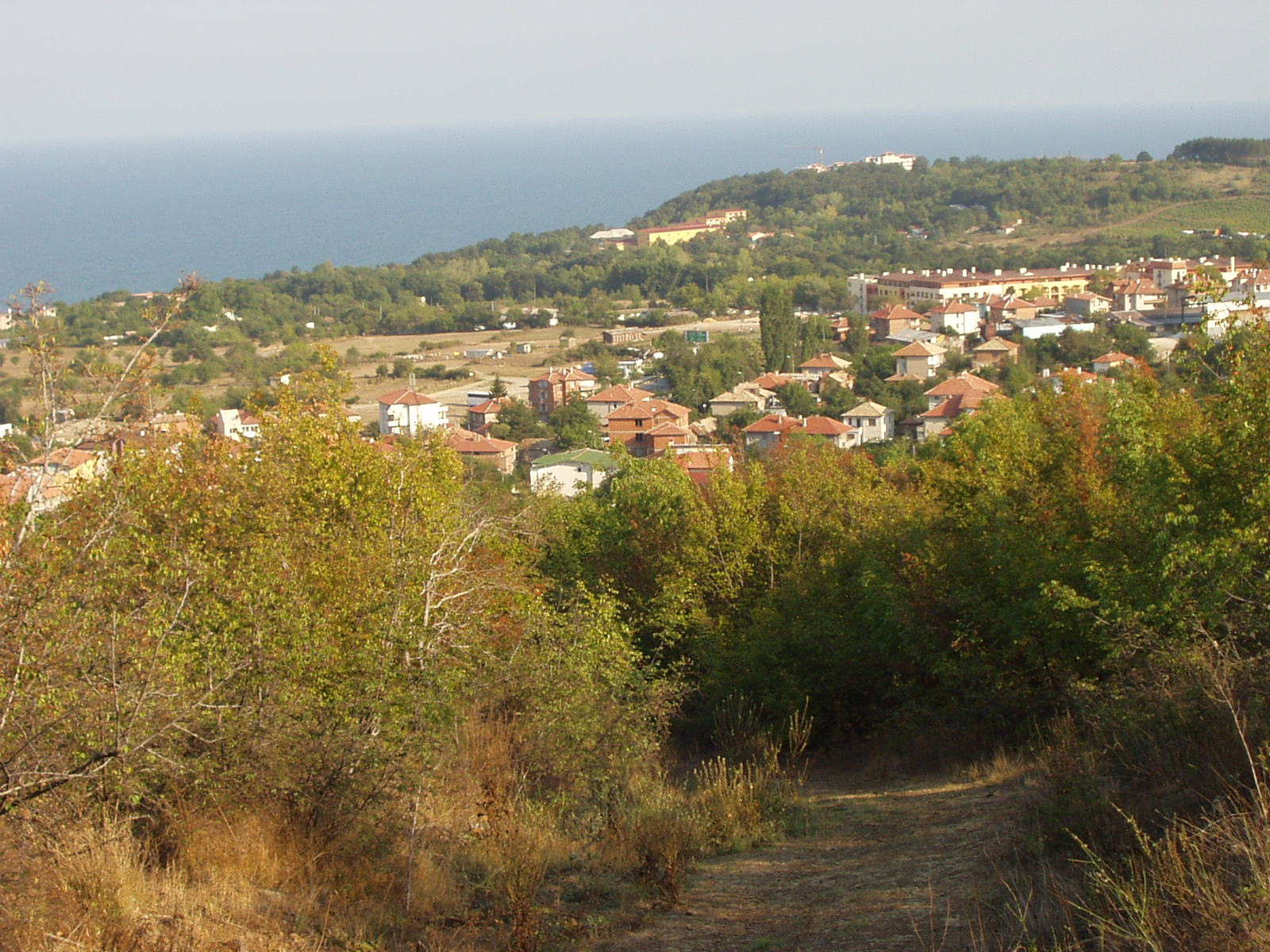
Blick von den Bergen